# 蔡紅亨
蔡紅亨（？—？），琉球國第二尚氏王朝閩人三十六姓蔡姓後裔，生活於明朝萬曆年間。父親為琉球國耳目大夫蔡金城。蔡紅亨精通刺繡，她巧织龙袍入贡明朝，萬曆帝賞識她的才藝，在她死後追封她為精巧妙明懿德夫人。她的事蹟在琉球及中國的典籍如《蔡氏家譜（儀間家）》、《蔡氏家譜（上原家）》、《蔡氏家譜（具志家）》、《蔡氏家譜抄（具志頭家）》、《長樂縣志》、《闽都别记》等均有記載，她曾經進明朝京師燕京，進京原因有獻藝說及选秀說兩種。傳說她能神游海上，在長樂被陳靖姑收為徒弟，死後成仙，在海上救人無數，又能降魔伏妖，被琉球人及褔建長樂人視為神明並建廟供奉，尊稱為蔡姑婆、蔡夫人、蔡媽夫人、蔡媽娘娘、蔡奶夫人。

## 事蹟
中國的正史中並沒有記載蔡紅亨的事蹟。清朝小說《闽都别记》載蔡紅亨生於琉球士族家庭，先祖為福建長樂人蔡茁，家族世代為官。由於年代久遠，她到明朝的真正原因已不可考，後世有獻藝說及选秀說兩種。此外更有她生有神通、死後成仙的傳說。

### 進京與居於長樂之事
琉球民間傳說集《遺老說傳》及琉球多部蔡氏家譜均記載，琉球尚氏朝廷獻給明朝的貢品中有美麗絕倫之花布，是蔡夫人所織；於福建長樂亦流傳蔡紅亨的事蹟，傳說她擅长刺绣，於万历年间绣龙袍入贡，得到皇帝赞赏，召赴帝都；在琉球至明朝中途遇风，船被吹至泊梅花澳，蔡紅亨在梅花澳上岸後，受到乡人盛情款待。另一傳說則指蔡紅亨進京是因為她長得美麗，當萬曆皇帝派冊封使到琉球國選宮娥，蔡紅亨是第一個被選上，然後就被送到長樂的梅花港上岸。
由於蔡紅亨的先祖蔡茁原是長樂人，她念祖心切，到梅花港後便在梅花人宋直家中拜祖認親。后来朝廷恩許，免入燕京，红亨就居住於此，並向梅花村妇女精心传授刺绣技艺，使梅花刺绣名闻遐迩。不久因病逝世，葬于梅花马鞍山田螺坞，被萬曆帝追封“精巧微妙懿德夫人”，敕赐建庙奉祀。

### 成仙傳說
傳說蔡紅亨生前即有法術，死後更得道成仙。《閩都別記》載，蔡紅亨十六歲時就能神游海上，頃刻就能飛越千里。她睡覺時常出汗，姊姊看見就把她搖醒，她醒來就說姊姊令數十人失去性命。姊姊就問她原因，她說某處有船被風吹到快要翻轉，她就和風神戰鬥並已經獲勝，但一醒來就救不到船上的人。姊姊就把她的話告訴父親蔡金城，蔡金城也相信她。一天她在海上遇上臨水夫人陳靖姑，陳靖姑收她為徒，不久明朝的冊封使來到，知道她的異能後就接她去中國。到了福建省長樂縣，红亨到蔡氏祖祠祭祖，並告知族人自己是蔡氏之姑。後來她走到海濱，在一塊狀似神龕的山巖上坐化成仙。族人見到異象就以她的肉身塑像。從此行船的人在海上遇到風暴，只要喊「蔡姑婆」就會獲救。
另一傳說指她死後，灵柩途经田螺坞时，忽然飞砂走石，送葬队伍四散走避。翌日风定天晴，人们发现那裏已不见棺椁，只见一座高10米，宽3米形若田螺的土丘，即乡人所说的田螺洞——蔡夫人墓。
又有傳說指蔡夫人的靈魂經常回琉球國探視父母，並在琉球國降妖滅怪。琉球國人也十分感念她的恩德，後更有傳蔡夫人的「肉身」被琉球國人帶回，唯留「手袖」在福建長樂。
長樂縣志中對蔡媽夫人廟有一段記載，云：「相傳夫人為琉球國人，嘗夢神人書其掌中云：東湧起風沙，得道在梅花。羅白與金舍，相逢總一家。明萬曆間，因織龍袍入貢，冊封精巧妙明懿德夫人。召入京，舟次梅花，遇風登岸，寓宋直家，適朝廷免進京，旋病卒，宋直葬之於馬鞍山。時顯英靈，士人立廟祀之。在十四都旒峰山下」。
長樂縣志中提到的梅花鎮是馬祖人原鄉之一，自古其漁民成群結船，移駐馬祖各澳口，搭寮掛網捕魚，漁汛結束後，再收網返回居地，因此馬祖許多習俗和信仰受長樂縣影響非常深遠。
在清康熙年間張學禮的《使琉球紀》：「見梅花所故城……通官謝必振稟云： 『天妃姓蔡，此地人；為父投海身亡，後封天妃。本朝定鼎，尚未封』。於是至廟行香，許事竣請封。」混淆了蔡姑婆和媽祖信仰傳說，再加上地方上的口耳相傳增減後，出現了連江縣誌（臺灣版）所特有的「媽祖投海救父身亡」的傳說：「某日，乃父出海捕魚，不幸遇風罹難，默娘痛不欲生，乃投海尋父，卒負父屍漂至南竿島，鄉人感其孝行足式，厚葬立廟祭祀，尊稱之為媽祖」。

## 供奉蔡紅亨廟宇
長樂梅花鎮的蔡夫人廟（又稱姑婆宮）本來是萬曆帝憐憫蔡紅亨於異鄉早逝，以及表揚她的織繡技術而興建的。後來因為鄉人認為該廟靈驗，加上受到蔡夫人成仙之傳說影響，多年來信眾不絕。在清朝，毎月福建布政司都會發賜廟米幾斗，成為定例。
現存於長樂梅花镇梅西村的蔡夫人廟建於清康熙年間，门额上书“懿德夫人”。文革期間被毀，现存建筑除门厅、门额外，均已改建。1986年4月29日被列为县级文物保护单位該廟現不對外開放。

## 外部連結
- 禪和派收驚經咒[永久]：其中提及「琉球外國蔡氏姑婆」